# Cserna (Maros)
A Cserna (másként Erdélyi Cserna, Egregy, románul: Cerna) a Maros bal oldali mellékfolyója Romániában, Erdélyben, Hunyad megyében.

## Neve
Neve a szláv Čьrna (a m. fekete – ti. víz) szó átvétele.

## Futása
A Ruszka-havasban, a Ruszka-csúcs alatt ered. Alsónyíresfalva felett Valea Bordului néven ismeretes. Keleti irányba folyik az 1964-ben, duzzasztógáttal létrehozott Csolnakosi-tóig, közben Hosdó falu felett, hat kilométeres szakaszon látványos áttörést képez. Felsőteleknél hagyja el a Csolnakosi-tavat, innentől folyása északi irányú. Átfolyik Vajdahunyad városon. Szántóhalma alatt, Haróval szemben, Déva közelében egyesül a Marossal.

## Települések a folyó mentén
(Zárójelben a román név szerepel.)
- Gura Bordului
- Felsőnyiresfalva (Lunca Cernii de Sus)
- Alsónyiresfalva (Lunca Cernii de Jos)
- Hosdó (Hășdău)
- Doboka (Dăbâca)
- Királybányatoplica (Toplița)
- Párosza (Dealu Mic)
- Csolnakoscserna (Cinciș-Cerna)
- Felsőtelek (Teliucu Superior)
- Alsótelek (Teliucu Inferior)
- Vajdahunyad (Hunedoara)
- Alpestes (Peștișu Mare)
- Kisbarcsa (Bârcea Mică)
- Csernakeresztúr (Cristur)
- Nagybarcsa (Bârcea Mare)
- Szentandrás (Sântandrei)
- Szántóhalma (Sântuhalm)

## Képek

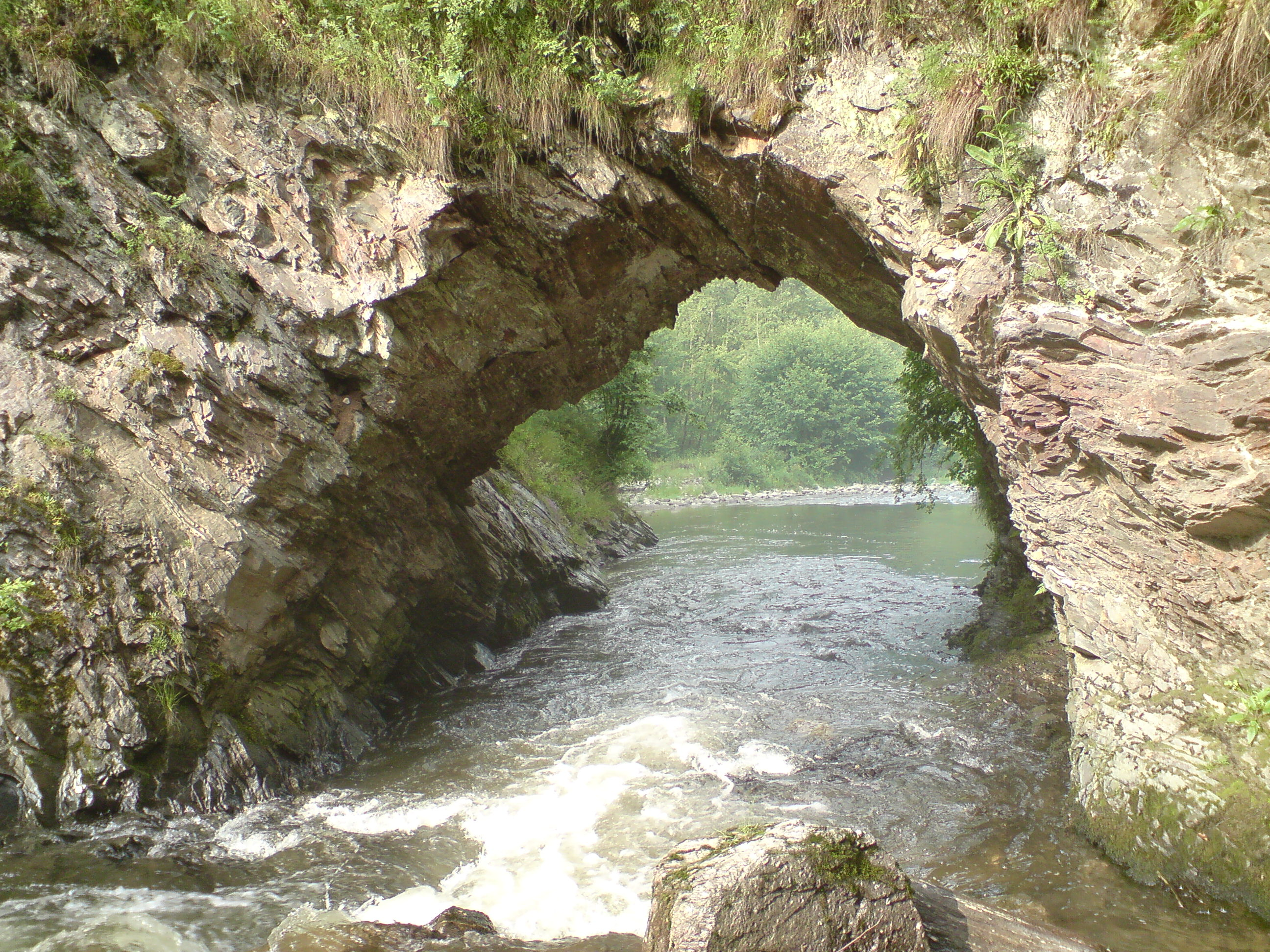
Sziklahíd a Cserna szorosában
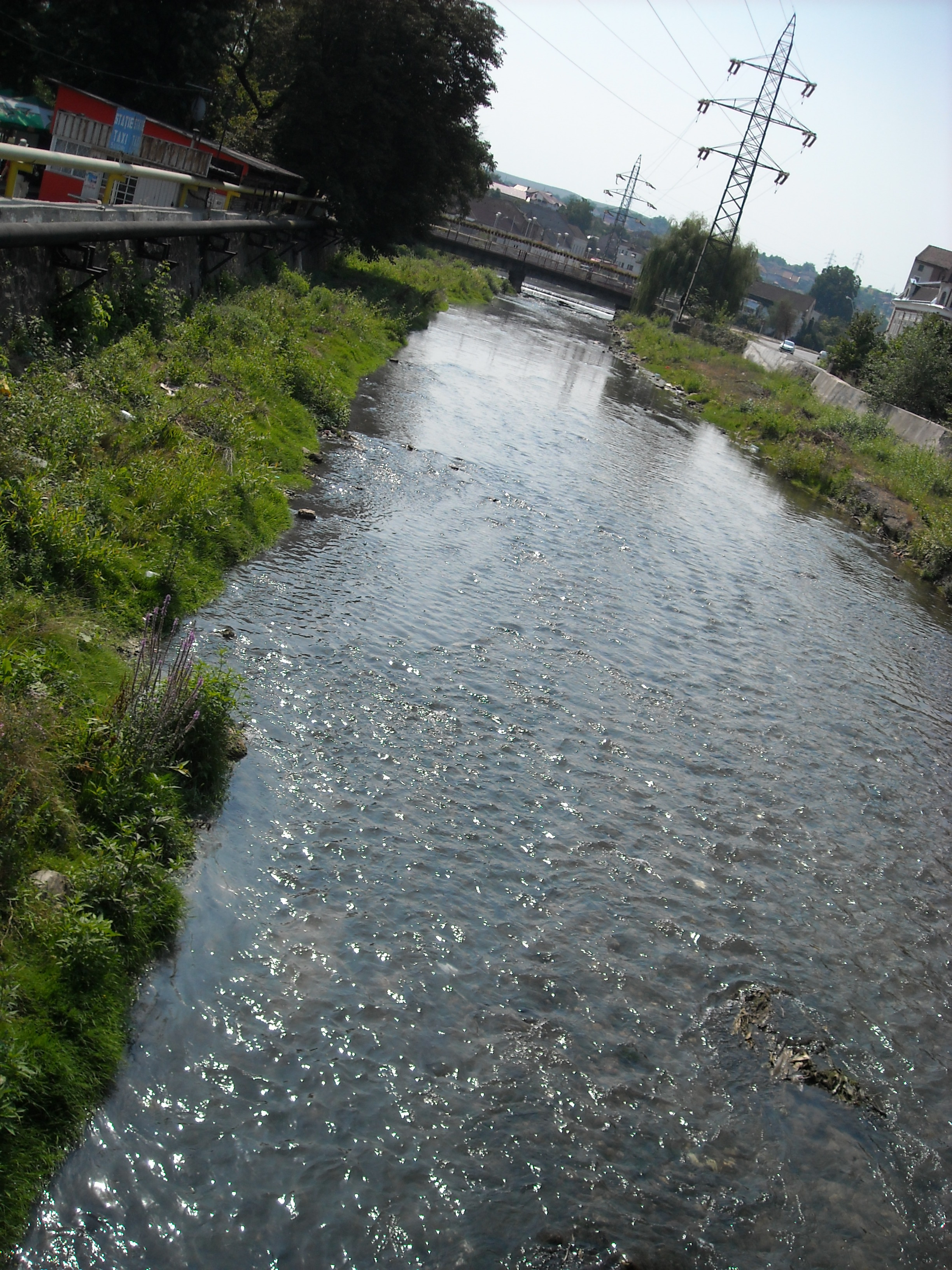
A Cserna Vajdahunyadon, 2008 augusztusában
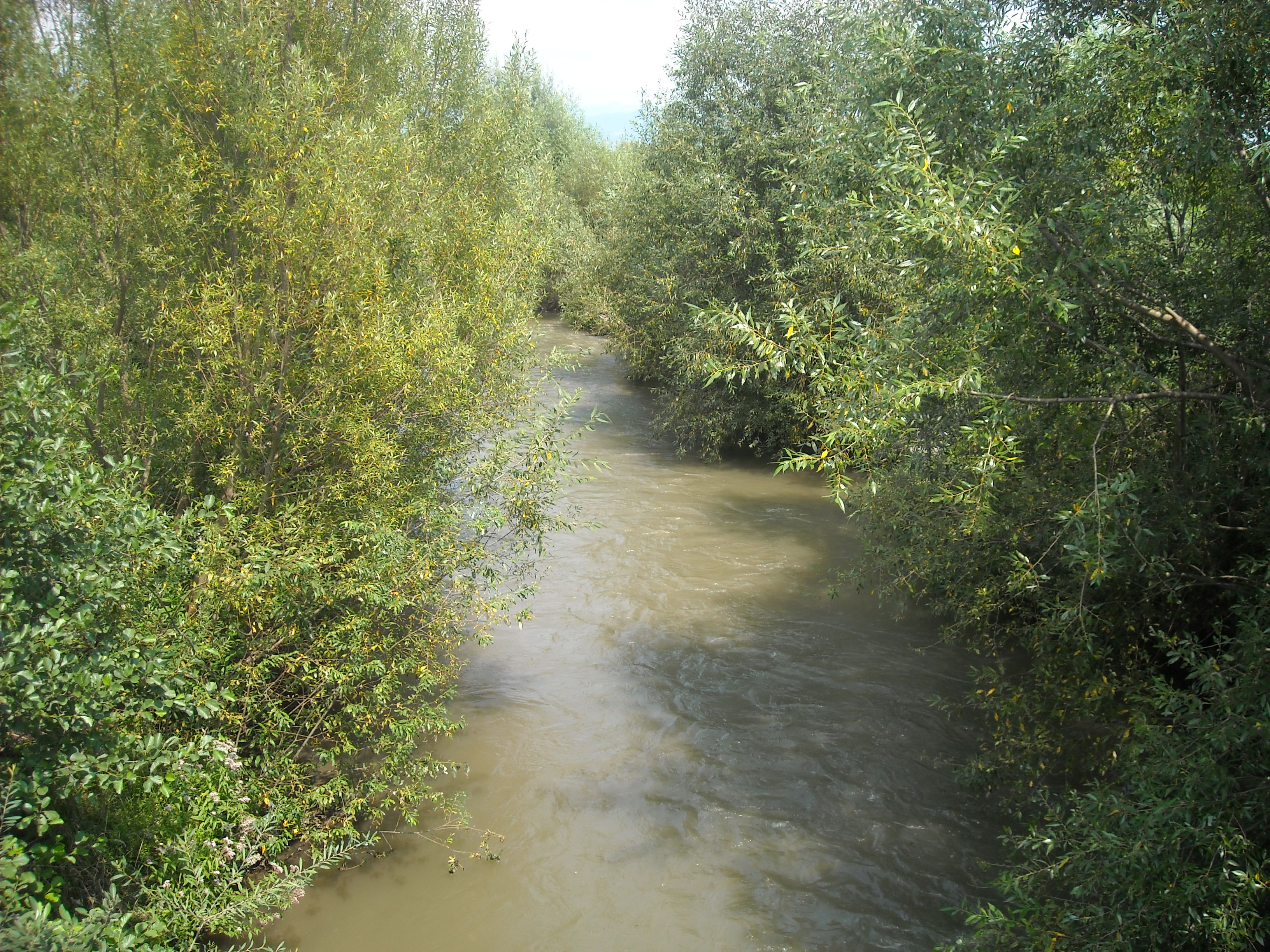
A Cserna Nagybarcsánál, 2009 augusztusában